# Девід Фінчер
Девід Ендрю Лео Фінчер (англ. David Andrew Leo Fincher, народ. 28 серпня 1962) — американський кінорежисер і кліпмейкер, один з найяскравіших «новобранців» Голлівуду 1990-х, творець культового фільму «Бійцівський клуб» (1999).

## Біографія
Девід Фінчер народився 28 серпня 1962 року у місті Денвер, штат Колорадо, але виріс у Каліфорнії. Після перегляду вестерну «Буч Кессіді і Санденс Кід» (Butch Cassidy and the Sundance Kid, 1969) Фінчер вирішив пов'язати свою долю з кінематографом. У вісім років він вперше взяв до рук камеру і почав знімати власні фільми.
У 18 років, щоб набути досвіду участі у професійних кінозйомках, Фінчер працевлаштовується на студію Korty Films простим робітником (у його обов'язки входить перенесення та встановлення камер). Другий фільм епопеї Джорджа Лукаса «Зоряні війни» «Імперія завдає удару у відповідь» (The Empire Strikes Back ), що вийшов на екрани в 1980 році, справляє сильне враження на Фінчера.
У 20 років «вундеркінд» Фінчер влаштовується до компанії з виробництва спецефектів ILM, що належить Лукасу, де бере участь в роботі над картинами «Повернення джедая» (1983), «Індіана Джонс і Храм Долі» (1984) і «Нескінченна історія» (1984).
У 1984 році Фінчер отримує вигідну пропозицію зайнятися виробництвом реклами на телебаченні і покидає ILM. На новому терені його чекає успіх. Перший рекламний ролик Фінчера, замовлений Американським онкологічним товариством, привертає увагу до режисера. У цьому похмурому відео він показує немовля, що палить в утробі матері. Нові пропозиції не змушують на себе чекати: Фінчер знімає рекламу для таких відомих компаній як Revlon, Nike, Pepsi, Coca-Cola і Levi's.
У 1986 році Фінчер переходить на роботу в студію Propaganda Films, де починає знімати високобюджетні музичні кліпи. Серед робіт режисера — відео «Janie's Got A Gun» Aerosmith, «Love Is Strong» The Rolling Stones, «Freedom» Джорджа Майкла. Але найбільшу популярність отримує співпраця Фінчера з Мадонною, для якої він створює стильне відео на хіти «Bad Girl» і «Vogue».
У 1990 році Фінчер зняв свій перший повнометражний фільм, «Чужий 3», який став об'єктом численних глузувань. Згодом йому вдалося реабілітуватися і стати одним із найбільш затребуваних режисерів молодого покоління. Казкова притча «Загадкова історія Бенджаміна Баттона» (2008) удостоїлася 13 номінацій на «Оскар» (у тому числі за найкращу режисерську роботу). Байопік «Соціальна мережа» (2010) примітний тим, що не отримав в американській пресі жодної негативної рецензії.
Час від часу Фінчер повертається до своїх витоків — коротких рекламних і музичних роликів. Так, вже в 2000-і роки він зняв кліп на композицію «Only» групи Nine Inch Nails, а також комерційні ролики для Hewlett-Packard і Heineken.

## Режисерський стиль
Для фільмів Фінчера, особливо ранніх, характерно вельми динамічне оповідання з безліччю потаємних ходів, різноманітні візуальні «примочки» і похмура кінематографія у стилістиці нео-нуару. Проблематика його картин часто виводить на питання про крихкість сімейних відносин і фатальне самовдоволення споживацького суспільства. У центрі багатьох його фільмів — неординарні персоналії, витіснені на узбіччя соціуму і які намагаються утвердитися в житті обхідними шляхами. Це майже завжди чоловіки, які відчувають потребу виплутатися з безликого, рутинного, механізованого існування в сучасному світі і вибирають для задоволення цієї потреби ненормальні, навіть збочені форми. На глибинному рівні режисер співчуває цій потребі, тому критиками часто ставиться питання про те, якою мірою Фінчер критикує описувані явища, а в якій — захоплюється ними. Його фільми розкривають тенденцію сучасників до самоізоляції від навколишнього світу, який абсолютно байдужий до людини і загрожує розчинити її в собі. Слідом за Кубриком режисер малює самотність людини в тому світі, яку вона створила для себе. У традиції нуару основне місце дії майже всіх його фільмів про розгублених, дезорієнтованих сучасників є американське місто і його основний осередок — великий будинок, що нагадує лабіринт. Подібно Кубрику, Фінчер ретельно розробляє свої кінопроєкти — в середньому на підготовку кожного йде три роки. Він охоче експериментує із зображенням і використовує новаторські технології: наприклад, «Зодіак» знятий цифровою камерою Thomson Viper, яка записує відео одним потоком без стиснення.

## Фільмографія

### Фільми
Режисер
| Рік  | Українська назва                     | Оригінальна назва                   | Примітка                                   |
| ---- | ------------------------------------ | ----------------------------------- | ------------------------------------------ |
| 1992 | Чужий 3                              | Alien³                              | режисерський дебют                         |
| 1995 | Сім                                  | Se7en                               |                                            |
| 1997 | Гра                                  | The Game                            |                                            |
| 1999 | Бійцівський клуб                     | Fight Club                          | на основі однойменного роману              |
| 2002 | Кімната страху                       | Panic Room                          |                                            |
| 2007 | Зодіак                               | Zodiac                              | на основі реальних подій                   |
| 2008 | Загадкова історія Бенджаміна Баттона | The Curious Case of Benjamin Button | на основі однойменного оповідання          |
| 2010 | Соціальна мережа                     | The Social Network                  | на основі роману «Мільярдери мимоволі»     |
| 2011 | Дівчина з тату дракона               | The Girl with the Dragon Tattoo     | на основі однойменного роману              |
| 2014 | Загублена                            | Gone girl                           | на основі однойменного роману              |
| 2020 | Манк                                 | Mank                                | на основі реальних подій                   |
| 2023 | Вбивця                               | The Killer                          | на основі однойменного графічного роману   |
| 2026 | Пригоди Кліффа Бута                  | The Adventures of Cliff Booth       | на основі фільму «Одного разу в Голлівуді» |

Виконавчий продюсер
- 2001 — Прокат / The Hire
- 2005 — Королі Догтауна / Lords of Dogtown
- 2006 — Кохання та інші катастрофи / Love and Other Disasters

### Серіали
| Рік         | Українська назва       | Оригінальна назва    | Режисер    | Виконавчий продюсер |
| ----------- | ---------------------- | -------------------- | ---------- | ------------------- |
| 2013 — 2018 | Картковий будинок      | House of Cards       | 2 епізоди  | 73 епізоди          |
| 2017 — 2019 | Мисливець за розумом   | Mindhunter           | 7 епізодів | 19 епізодів         |
| 2019 — 2022 | Любов, смерть і роботи | Love, Death & Robots | 1 епізод   | 35 епізодів         |
| 2021        |                        | Voir                 | Ні         | 6 епізодів          |

### Музичні кліпи
| - 1985 — Shame , The Motels - 1986 — All The Love , The Outfield - 1986 — Everytime You Cry , The Outfield - 1986 — One Simple Thing , The Stabilizers - 1987 — She Comes On , Wire Train - 1987 — Endless Nights , Eddie Money - 1987 — Downtown Train , Patti Smith - 1987 — Johnny B , The Hooters - 1987 — Storybook Story , Mark Knopfler - 1987 — No Surrender , The Outfield - 1987 — Don't Tell Me The Time , Martha Davis - 1988 — Heart of Gold , Johnny Hates Jazz - 1988 — Englishman in New York , Sting - 1988 — Get Rhythm , Ry Cooper | - 1988 — Shattered Dreams (second version), Johnny Hates Jazz - 1988 — Roll With It , Steve Winwood - 1988 — The Way That You Love Me (first version), Пола Абдул - 1988 — Holding On , Steve Winwood - 1989 — Bamboleo (second version), Gipsy Kings - 1989 — Straight Up , Пола Абдул - 1989 — Real Love , Jody Watley - 1989 — Bamboleo (third version), Gipsy Kings - 1989 — She's A Mystery To Me , Roy Orbison - 1989 — Forever Your Girl , Пола Абдул - 1989 — Oh Father , Madonna - 1989 — Cold Hearted , Пола Абдул | - 1989 — The End Of The Innocence , Don Henley - 1989 — Janie's Got A Gun , Aerosmith - 1990 — Vogue , Madonna - 1990 — Cradle of Love , Billy Idol - 1990 — LA Woman , Billy Idol - 1990 — Freedom '90 , George Michael - 1993 — Bad Girl , Madonna - 1993 — Who Is It ? (second version), Michael Jackson - 1994 — Love Is Strong , The Rolling Stones - 1996 — 6th Avenue Heartache , The Wallflowers - 2000 — Judith , A Perfect Circle - 2005 — Only , Nine Inch Nails |

## Нагороди
У 2003 році Фінчер займав 39 місце серед 40 найкращих режисерів The Guardian. У 2012 році The Guardian знову включив його до рейтингу 23 найкращих кінорежисерів світу, аплодуючи «його здатності підтримувати тонус і напругу». У 2016 році «Зодіак» та «Соціальна мережа» з'явилися у списку BBC «100 Найкращих фільмів 21 століття».
| Рік     | Фільм                                | Оскар     | Оскар    | BAFTA     | BAFTA    | Золотий Глобус | Золотий Глобус |
| Рік     | Фільм                                | Номінації | Перемоги | Номінації | Перемоги | Номінації      | Перемоги       |
| ------- | ------------------------------------ | --------- | -------- | --------- | -------- | -------------- | -------------- |
| 1992    | Чужий 3                              | 1         |          | 1         |          |                |                |
| 1995    | Сім                                  | 1         |          | 1         |          |                |                |
| 1999    | Бійцівський клуб                     | 1         |          |           |          |                |                |
| 2008    | Загадкова історія Бенджаміна Баттона | 13        | 3        | 11        | 3        | 5              |                |
| 2010    | Соціальна мережа                     | 8         | 3        | 6         | 3        | 6              | 4              |
| 2011    | Дівчина з тату дракона               | 5         | 1        | 2         |          | 2              |                |
| 2014    | Загублена                            | 1         |          | 2         |          | 4              |                |
| 2020    | Манк                                 | 10        | 2        |           |          | 3              |                |
| Загалом | Загалом                              | 40        | 9        | 23        | 6        | 20             | 4              |